# Lars Berg
Lars Berg, właściwie Lars Kornelius Edvard Berg, (ur. 16 maja 1901 w Hillesøy, zm. 11 stycznia 1969) – norweski powieściopisarz i dramaturg tworzący w języku nynorsk.
Lars Berg uczęszczał do seminarium nauczycielskiego w Tromsø w latach 1919–22. Zanim wydał swoją pierwszą książkę, przez 12 lat pracował jako nauczyciel. Zadebiutował w 1934 powieścią Men det var det ingen som visste (To było to, czego nikt nie wiedział). Wśród jego najlepszych książek wymienia się Og landet tok til å leve i Kvinna og havet (Kobieta i morze). Berg pisał o życiu rybaków z wybrzeży północnej Norwegii, a zwłaszcza o ich seksualności – przede wszystkim seksualności mężczyzn spętanych purytańską moralnością otoczenia. Z uwagi na otwarte podejmowanie tego tematu, jeszcze przed wojną określano Berga mianem "pornografa królestwa".
Lars Berg był też znanym przeciwnikiem narodowego socjalizmu. W 1936 Berg był jedną z 33 osób, które zaprotestowały przeciwko Knutowi Hamsunowi, gdy ten zaatakował niemieckiego dziennikarza i pacyfistę, laureata Pokojowej Nagrody Nobla z 1935 roku, Carla von Ossietzky'ego. Kiedy Mussolini zajął Etiopię, w maju 1936, Lars Berg zorganizował manifestację przeciwko włoskiemu dyktatorowi i został aresztowany przez policję. W czasie wojny książki Berga usunięto z bibliotek, księgarni i zabroniono ich wydawania.
Larsa Berga uważa się za ojca teatru Hålogaland teater. Już w 1938 propagował on ideę teatru grającego sztuki w języku nynorsk i w zbliżonych do niego dialektach. Sprawie założenia teatru Berg poświęcił 30 lat swojego życia.

## Utwory
- Men det var det ingen som visste (powieść), 1934
- Du er den første kvinne (powieść), 1935
- Du skal svare (powieść), 1936
- Fire søsken går ut (powieść), 1937
- Han som går først (powieść), 1938
- Og landet tok til å leve (powieść), 1939
- Kvinna og havet (powieść), 1950
- Vi må ro i natt (powieść), 1951
- Her er sedejord nok (powieść), 1954
- Maria, skuespill 1959 (słuchowisko radiowe), 1965
- Du har rett til å leve (powieść), 1965
- Dei varme kjeldene (powieść), 1966
- Den lange vegen (powieść), 1967
- Petter Dass (sztuka teatralna), 1967 (prapremiera 1984)
- Båten og mannen og andre noveller (opowiadania), 2001
- Steingaren framfor havet (wiersze), 2001